# ویتس ون آلتن
ویتس ون آلتن (انگلیسی: Wietse van Alten؛ زادهٔ ۲۴ سپتامبر ۱۹۷۸) کماندار اهل پادشاهی هلند است.